# 윤탕신 목패
윤탕신 목패(尹湯臣 木牌)는 대한민국 경상북도 예천군 지보면에 있는 목패이다. 2016년 5월 9일 경상북도의 민속문화재 제185호로 지정되었다.

## 개요
예천군 지보면 윤철재가 소유한 윤탕신 목패(尹湯臣 木牌)는 윤탕신의 신분, 거주지, 성명, 출생연도, 충의위 소속시기, 제작시기 등의 인적사항을 담고 있다. 기존의 패들과 비교할 때 형태, 문구의 형식과 내용, 낙인의 위치와 방법, 머리 부분의 모양 등에서 매우 독특하여 사료적 가치가 크다.

## 참고 자료
- 윤탕신 목패 - 국가유산청 국가유산포털